# Heckler & Koch P30
Heckler & Koch P30, nebo i HK P30 je vylepšenou verzí úspěšné Heckler & Koch P2000. Výrobce ji na trh uvádí jako ideální policejní pistoli, vhodnou i pro sebeobranu.
HK P30 používá klasický Browningův závěr. Rám pistole je vyrobený z polymeru. Má vnější kohoutek, stav nabité nábojové komory je indikován na pravé straně závěru. Pistole je vhodná pro leváka i praváka.

## Varianty
- P30 (základní verze) - speciální bezpečnostní spoušť, úderné kladívko zůstává napnuté, vypíná se centrálně umístěnou vypínací pákou
- P30 V1 - jako zákl. verze, bez vypínací páky. Odpor spouště je 20N
- P30 V2 - jako V1, odpor spouště je 32,5N
- P30 V3 - SA/DA spoušť
- P30 V4 - jako V1, odpor spouště je 27,5N
- P30 V5 - DAO, odpor spouště je 36N
- P30 V6 - jako V5, odpor spouště je 39N